# موش مانداب غربی
موش مانداب غربی (نام علمی: Otomys occidentalis) نام یک گونه از سرده موش‌های مانداب است.